# Епархия Су-Сити
Епархия Су-Сити (лат. Dioecesis Siopolitana) — епархия Римско-Католической церкви с центром в городе Су-Сити, США. Епархия Су-Cити входит в митрополию Дубьюка. Кафедральным собором епархии Су-Cити является Собор Богоявления Господня. Одной из достопримечательностей является Грот Искупления в Вест-Бенде.

## История
15 января 1902 года Святой Престол учредил епархию Су-Сити, выделив её из архиепархии Дубьюка.

## Ординарии епархии
- епископ Филип Джозеф Гарриган[англ.] (21.03.1902 — 14.10.1919)
- епископ Эдмонд Хилан[англ.] (08.03.1920 — 20.09.1948)
- епископ Йозеф Максимилиан Мюллер[англ.] (20.09.1948 — 20.10.1970)
- епископ Фрэнк Генри Гретеман[англ.] (15.10.1970 — 17.08.1983)
- епископ Лоуренс Дональд Соенс[англ.] (15.06.1983 — 28.11.1998)
- епископ Даниэль Николас Динардо (28.11.1998 — 16.01.2004) — назначен епископом (архиепископом) -коадъютором, позднее архиепископом Галвестона — Хьюстона, кардинал с 2007
- епископ Ральф Уокер Найклесс[англ.] (10.11.2005 — 12.02.2025)
- епископ Джон Эдвард Кинер[англ.] (с 12.02.2025)

## Источник
- Annuario Pontificio, Libreria Editrice Vaticana, Città del Vaticano, 2003, ISBN 88-209-7422-3